# Lymnas marathon
Lymnas marathon är en fjärilsart som beskrevs av Felder 1865. Lymnas marathon ingår i släktet Lymnas och familjen Riodinidae. Inga underarter finns listade i Catalogue of Life.